# پتسیچ
پتسیچ رودی است که به رود پریپیات می‌ریزد. این رود از کشور بلاروس می‌گذرد و طول آن ۴۲۱ کیلومتر (۲۶۲ مایل) است.